# Nyergesújfalu
Nyergesújfalu (németül: Sattel-Neudorf) város Komárom-Esztergom vármegyében, az Esztergomi járásban.

## Fekvése
A Dunántúli-középhegység északi szélén, a Duna folyam jobb partján található. Távolsága Esztergomtól 16 kilométer, kelet felől Tát 7 kilométer távolságra esik, a nyugatról szomszédos Lábatlannal gyakorlatilag összeépült. Dél felől az 5 kilométernyire fekvő Bajóttal szomszédos.
Magyarország földrajzi tájegységeit tekintve a közigazgatási területe a Kisalföldhöz tartozó Almás–Táti-Duna-völgyre és a Dunántúli-középhegység részét képező Központi-Gerecsére esik. Legmagasabb pontja az 525 méter magas Kis-Pisznice.

### Megközelítése
Legfontosabb közúti megközelítési útvonala a 10-es főút, amely a teljes területén végighúzódik kelet-nyugati irányban. Bajóttal az 1125-ös út köti össze, Bersekbánya nevű külterületi településrésze a Lábatlan-Bajót közti 1126-os úton érhető el.
A hazai vasútvonalak közül a Esztergom–Almásfüzitő-vasútvonal érinti, amelynek három megállási pontja is van a határai között: Budapest felől előbb Nyergesújfalu vasútállomás, majd a történelmi városközpont északnyugati szélén Nyergesújfalu felső megállóhely, végül a nyugati részén Eternitgyár megállóhely.
Itt halad keresztül a Duna menti kerékpárút is, amely része a EuroVelo nemzetközi kerékpárút-hálózat hatos számú vonalának (R6).

## Története
Nyergesújfalu és környéke már ősidők óta lakott helynek számít. Határában bronz- és római kori leleteket találtak. Itt található a Crumerum nevű római kolónia és castrum, és itt haladt el a Brigetiót Aquincummal összekötő fontos útvonal.
A középkori település a templom körül, a mai belterületen terülhetett el. A falu neve az 1200-as évnél fordul elő először Kézai Simon krónikájában, Nyergedseg alakban. A Nyergedszeg név Árpád-kori szolgálónépre, nyergesekre, azaz nyeregkészítőkre utal.
A község híres volt lótenyésztéséről és fuvarozásáról is. A helybeli, országszerte ismert, úgynevezett „gyorsparasztok” gyors lábú, kis parasztlovaikkal három óra alatt hajtottak Pestre.
1283-ban mint a Zovárd nemzetség ősi birtokát említik, amikor a nemzetségbeli Miklós fiai Csák és Zovárd kapják örökségképpen.
1353 – 1356 között Vyfolu, Wyfalunéven említik.
1359-ben arról hallunk, hogy a veszprémi püspök — bizonyos tizedfizetés megtagadása miatt — több újfalusi lakost kiközösített.
A XIV. sz.-ban királynéi birtok volt, melyet Zsigmond király szerzett meg, aki viszont 1388. december 8-án — koronázási ajándékképpen az esztergomi érsekségnek adományozta.
1391-ben az esztergomi Szt. István-prépostság is szerez itt birtokot.
1438-ban Albert király engedélyezi Palóczy György érseknek, hogy Wjfalu nevű birtokán a Duna mellett hajós átkelőhelyet, révet létesítsen, ugyanitt (a Buda—bécsi útvonalon) az érsekség vámhellyel is rendelkezett.
Az újfalusi révet említi Mátyás király 1466. évi oklevele is. Tudomásunk van még arról, hogy az érsekségnek salótromfőzője is volt Nyergesújfalun, amelyben 1489-ben Albert mester dolgozott.
A település a 15. században már erődített hely. Oláh Miklós urbáriuma szerint korábban 50 egész telkes jobbágy lakta Újfalut, azonban 1543 táján a török elpusztította. Az elhagyott falut 1550-1556 tájt kezdték új lakók — 7 féltelkes jobbágy — benépesíteni. Az urbárium szabad dunai halászatát is megemlíti. 1570-ben 10, míg 1576-ban 12 ház után adózik a töröknek, 1587-ben pedig már 20 család lakja. 1617-1622 között 8 egész telkes és 9 féltelkes jobbágya és két dunai vízimalma van, vizahalászata is jelentős. 1624., 1647., 1670. évi adatok szerint is lakják. A felszabadító háborúk alatt azonban elpusztult, az 1696-os feljegyzések szerint csak a postaállomás maradt lakott. A Rákóczi-szabadságharc alatt Rákóczi felesége, Hessen–Wanfriedi Sarolta Amália és hívei itt szabadították ki az esztergomi császári várparancsnok által elfogott Bottyán Jánost, akiből Rákóczi egyik leghűségesebb híve lett. A Duna jobb oldalán fekvő Nyergesújfalu, és a szemközti parton levő Karva közt fontos átkelőhely volt. 1706 tavaszán Rákóczi elhatározta Esztergom bevételét. Az ostrom előkészítése keretén belül, a nyergesújfalui átkelőhely valamint az ekkor megépített pontonhíd őrzése céljából a kurucok a községtől nyugatra, a Duna partján fekvő Sánc-hegyen az ekkor már romokban heverő erődöt április-május hónapban helyreállították, és sáncokkal is megerősítették. Itt állt egykor a római castrum is, és a feljegyzések szerint az a francia hadmérnök (Lemaire), aki a megerősítés munkálatait vezette talált is itt több római leletet, s pénzérmét. 1706. szeptember 19-én a kurucok elfoglalták Esztergomot. A császári csapatok az Esztergom visszafoglalására indított hadművelet során szeptember 29-én gróf Pálffy János horvát bán és Starhemberg Guidó gróf vezetésével a nyergesújfalui erődöt a kurucoktól az erődben őrségen lévő németek árulása következtében elfoglalták. A császári sereg nem vette használatba az erődöt, azt lerombolta és továbbvonult Esztergom felé, amelyet október 11-én visszafoglalt a kurucoktól. A Sánc-hegy egy mélyedésében még ma is látható a vár alagútjának kezdő szakasza, és sarkain az ék alakú sáncmű.
A török és kuruc idők után a település is fejlődésnek indult. A Dunán 11 hajómalom működött, a határában később szenet is bányásztak, majd nagyarányú iparosodás kezdődött.
A Pallas nagy lexikona (1893-1897) szerint:
„Nyerges-Újfalu (Sattel-Neudorf), nagyközség Esztergom vmegye esztergomi j.-ban, a Duna mellett, 2468 magyar és német lakossal, vasúti és gőzhajóállomással, posta- és táviróhivatallal és postatakarékpénztárral. Schönwiesner szerint e helyen feküdt a rómaiak Villa Curtia nevü városa s valóban határában számos római régiség található. E helység mellett emelkedő sziklás hegyen régi vár nyomai látszanak, mely romokra a kurucok 1706. fellegvárat építettek, de Pálffy János és Stahremberg Guidó bevették azt és az egész őrző sereg lekaszaboltatott.”
Nyergesújfalu Ipartestületének elnöke egy ideig Kernstok Károly festőművész volt (1873–1940) aki hosszú éveket töltött itt. Egyik munkatársa és tanítványa Nyergesi János festőművész is itt élt, és Derkovits Gyula is járt az itteni művésztelepen. A település nagy terjedelmű, mélyen D-re nyúló határa természeti szépségekben is igen gazdag. A Sánc-hegyről is szép kilátás nyílik a Dunára, és a környékre. A településen hatalmas azbeszt-cementgyár, műszálat (danulont), szivacsot, celofánt gyártó Viscosagyár, téglagyár, malom, halászati termelőszövetkezet működött.
1989-ben kapott városi rangot.

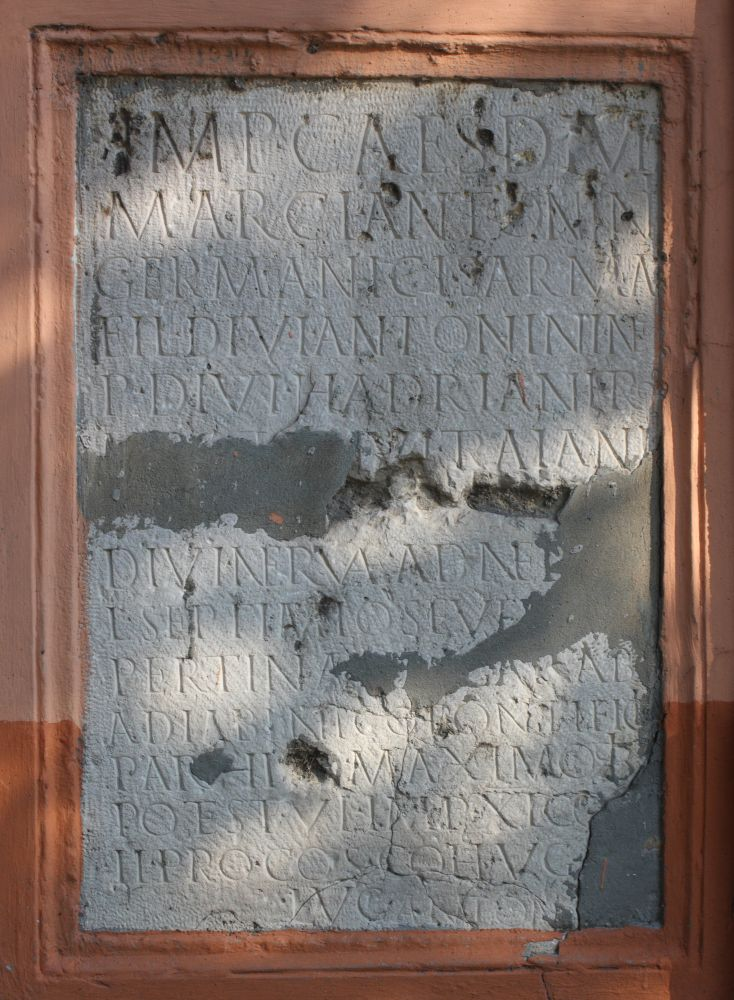
Kőtábla Crumerumból a plébánia falán
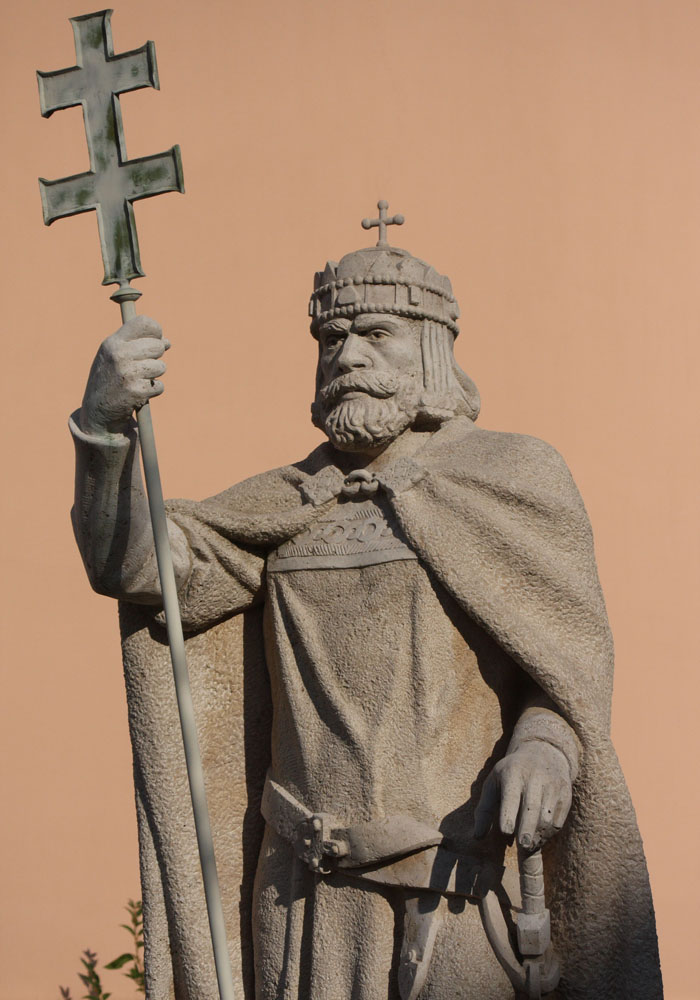
Szent István szobra a templom mellett
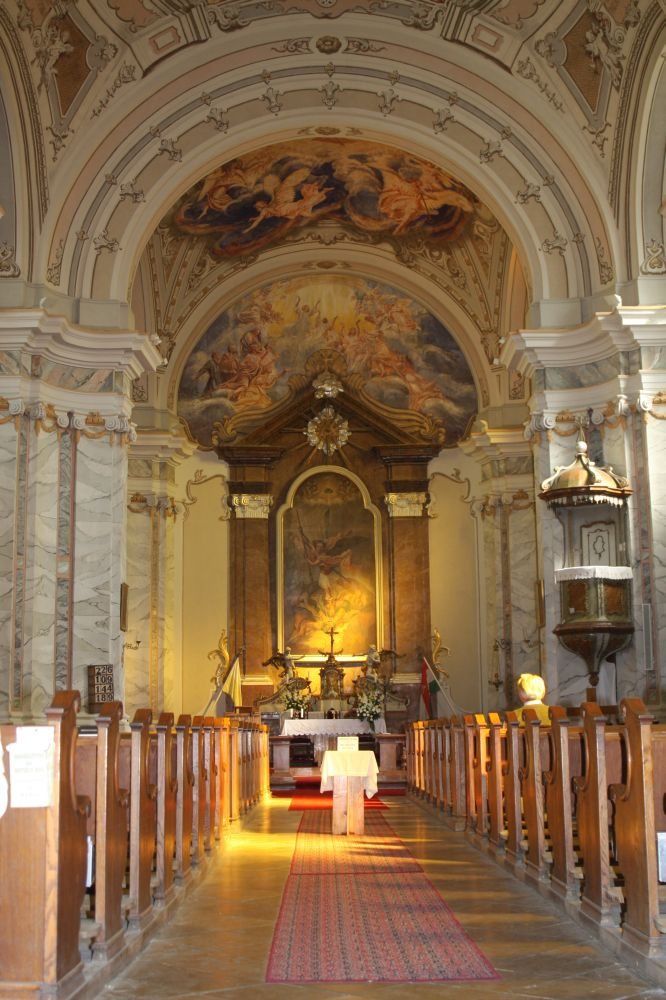
Templombelső
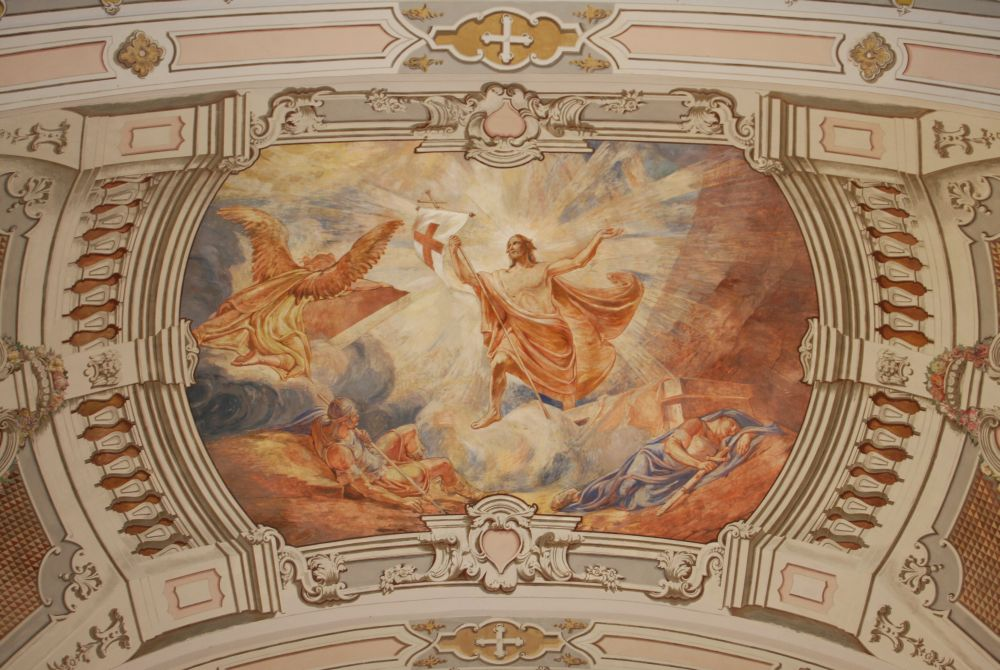
Mennyezetfreskó a templomban
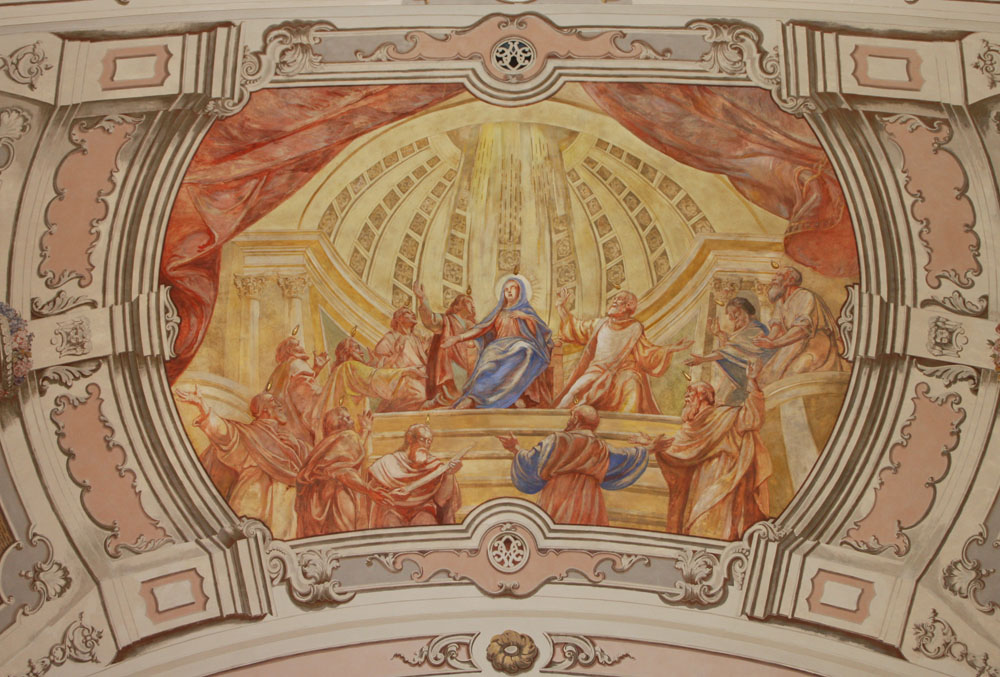
Mennyezetfreskó a templomban
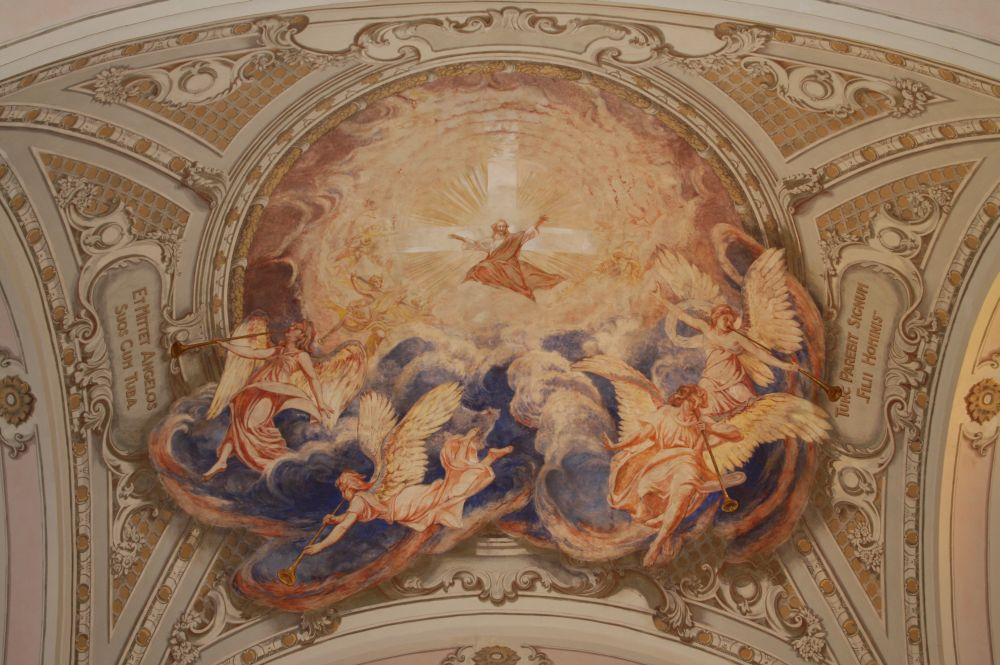
Mennyezetfreskó a templomban
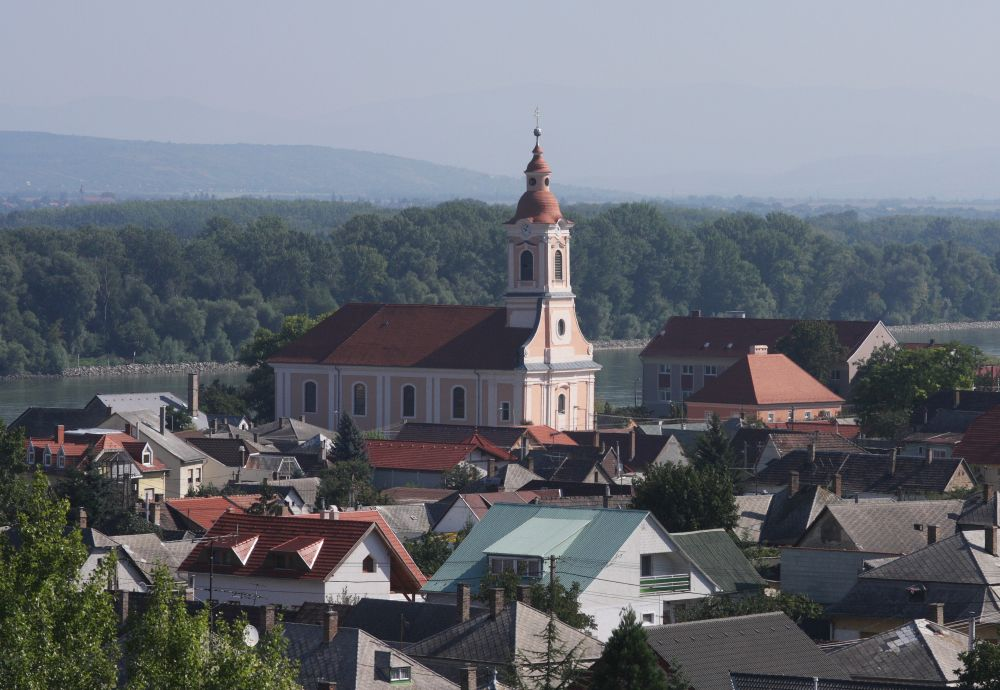
Templom a Sánc-hegyről
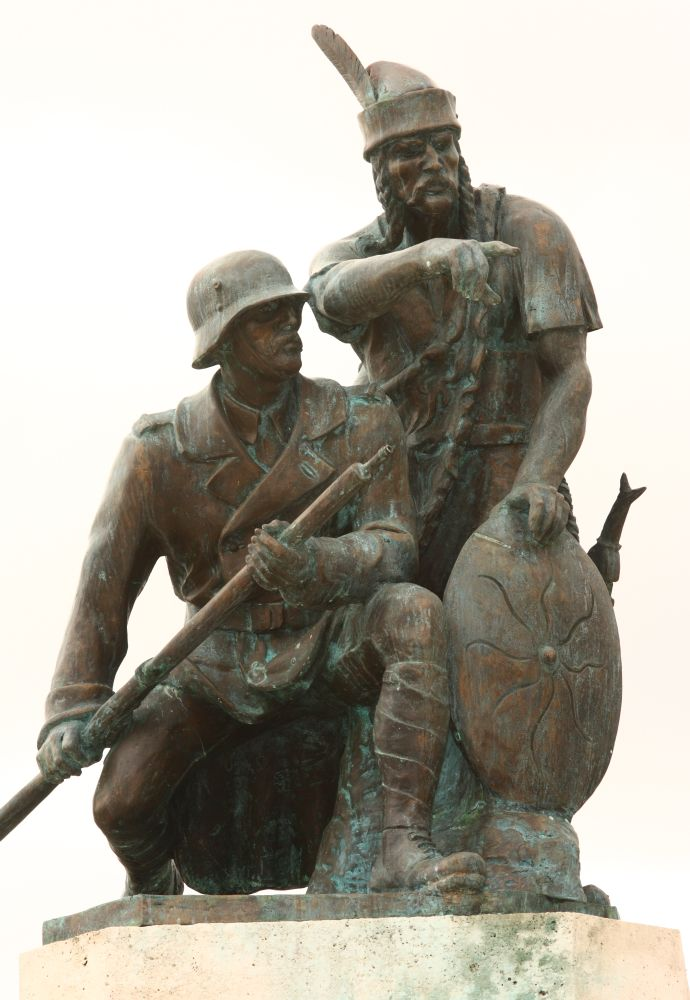
Hősi emlékmű
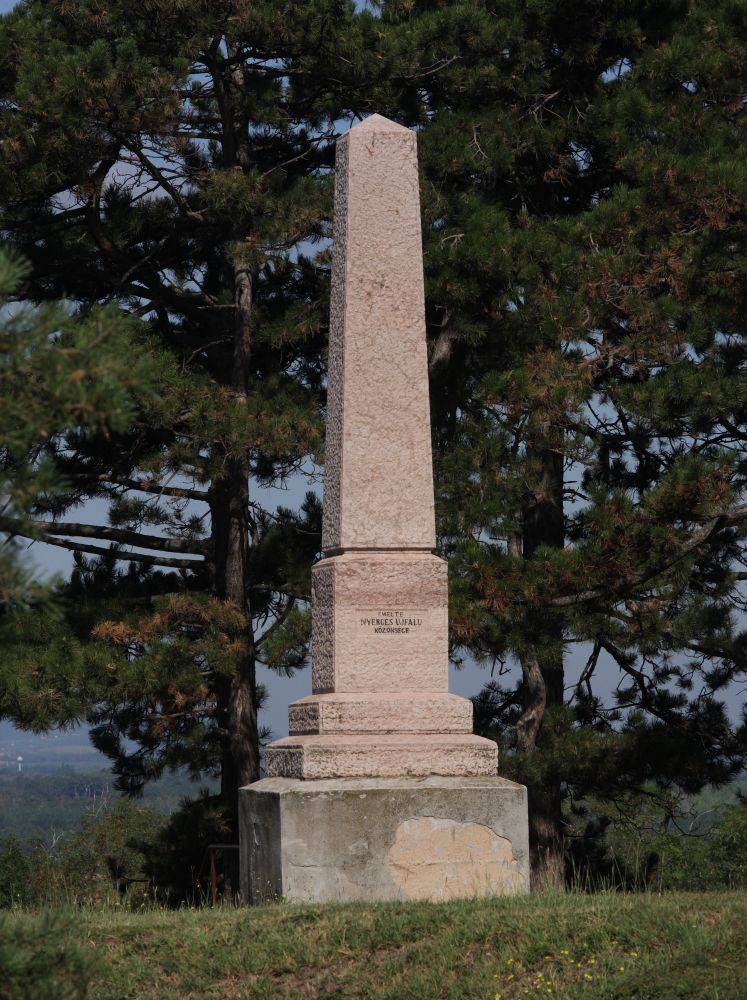
Millenniumi emlékoszlop a Sánc-hegyen
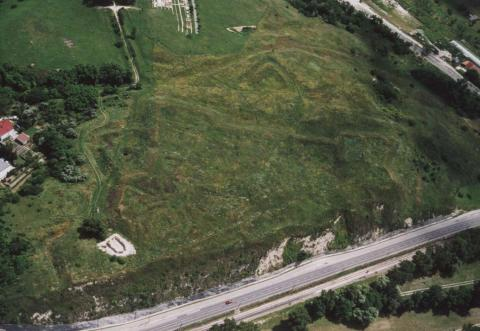
A földvár légifotója
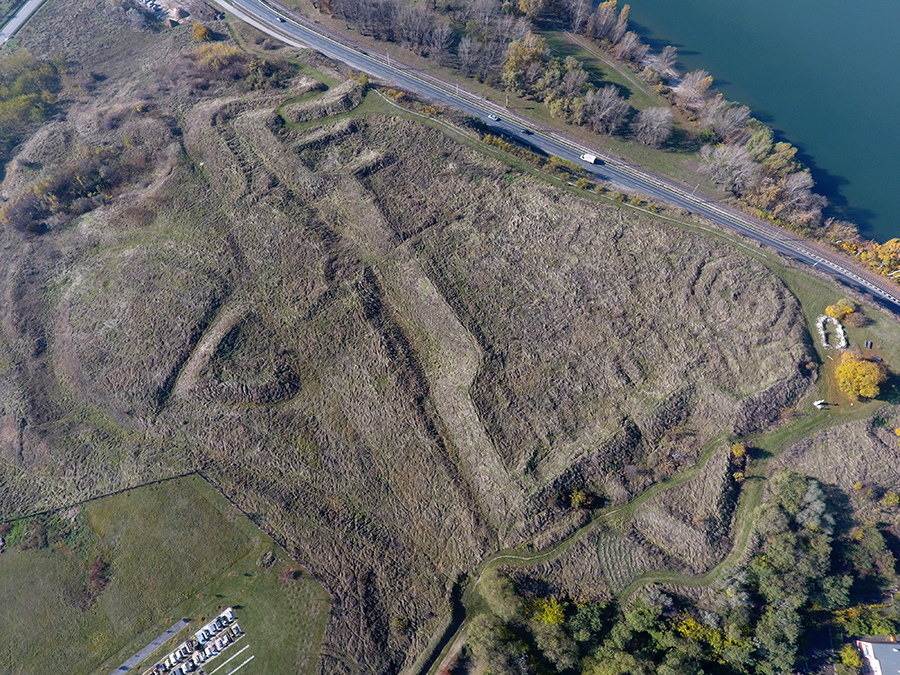
Nyergesújfalu, a sáncok légi fotón
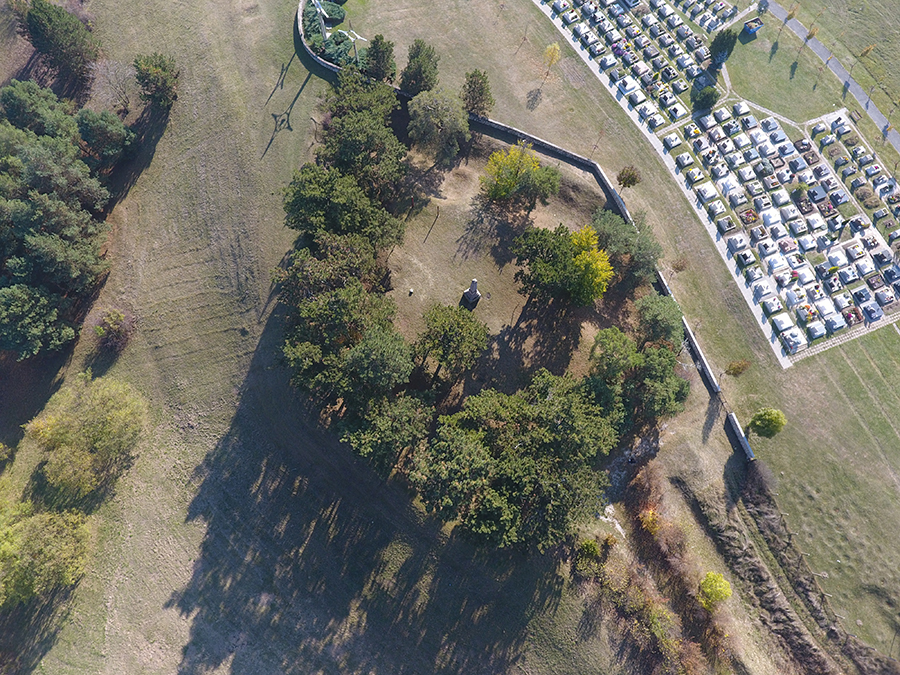
Nyergesújfalu, temető légi felvételen

## Közélete

### Polgármesterei
- 1990–1994: Miskolczi József (független)[5]
- 1994–1998: Miskolczi József (független)[6]
- 1998–2002: Miskolczi József (független)[7]
- 2002–2006: Miskolczi József (független)[8]
- 2006–2010: Miskolczi József (független)[9]
- 2010–2014: Mihelik Magdolna (Fidesz-KDNP)[10]
- 2014–2019: Mihelik Magdolna (Fidesz-KDNP)[11]
- 2019–2024: Mihelik Magdolna (Fidesz-KDNP)[12]
- 2024– : Mihelik Magdolna (független)[1]

## Népesség
A település népességének változása:
| Lakosok száma | 1603 | 2468 | 2736 | 2536 | 2719 | 8085 | 7255 | 7280 | 7242 | 7227 |
|               | 1870 | 1890 | 1910 | 1920 | 1941 | 1980 | 2018 | 2021 | 2023 | 2024 |

A 2011-es népszámlálás során a lakosok 88,1%-a magyarnak, 0,9% cigánynak, 5% németnek, 0,3% szlováknak mondta magát (11,8% nem nyilatkozott; a kettős identitások miatt a végösszeg nagyobb lehet 100%-nál). A vallási megoszlás a következő volt: római katolikus 49,4%, református 6,2%, evangélikus 0,8%, görögkatolikus 0,4%, felekezeten kívüli 15,5% (25,9% nem nyilatkozott).
2022-ben a lakosság 86,1%-a vallotta magát magyarnak, 2,6% németnek, 1,5% ukránnak, 0,7% cigánynak, 0,3% szlováknak, 0,1-0,1% ruszinnak és lengyelnek, 2,4% egyéb, nem hazai nemzetiségűnek (12,6% nem nyilatkozott; a kettős identitások miatt a végösszeg nagyobb lehet 100%-nál). Vallásuk szerint 31,8% volt római katolikus, 5% református, 0,7% evangélikus, 0,4% görög katolikus, 0,3% ortodox, 1,5% egyéb keresztény, 0,7% egyéb katolikus, 15,7% felekezeten kívüli (43,7% nem válaszolt).

## Éghajlat
| Hónap                         | Jan. | Feb. | Már. | Ápr. | Máj. | Jún. | Júl. | Aug. | Szep. | Okt. | Nov. | Dec. | Év   |
| ----------------------------- | ---- | ---- | ---- | ---- | ---- | ---- | ---- | ---- | ----- | ---- | ---- | ---- | ---- |
| Átlagos max. hőmérséklet (°C) | 1,6  | 4,9  | 10,7 | 16,9 | 22,0 | 25,0 | 27,1 | 26,6 | 22,5  | 16,4 | 8,5  | 3,5  | 15,5 |
| Átlaghőmérséklet (°C)         | −1,3 | 1,5  | 6,1  | 11,3 | 16,1 | 19,2 | 20,9 | 20,4 | 16,7  | 11,3 | 5,3  | 0,8  | 10,7 |
| Átlagos min. hőmérséklet (°C) | −4,1 | −1,8 | 1,5  | 5,7  | 10,2 | 13,4 | 14,7 | 14,3 | 10,9  | 6,2  | 2,1  | −1,8 | 6,0  |
| Átl. csapadékmennyiség (mm)   | 36   | 35   | 30   | 40   | 58   | 65   | 50   | 57   | 42    | 37   | 55   | 44   | 549  |
| Forrás: CLIMATE DATA          |      |      |      |      |      |      |      |      |       |      |      |      |      |

## Oktatás
Oktatási intézmények a városban:
- Bóbita Óvoda és Bölcsőde
- Benedek Elek Óvoda
- Napsugár Óvoda
- Eterniti Óvoda
- Kernstok Károly Általános Iskola
- Zafféry Károly Szalézi Középiskola
- Szabolcsi Bence Alapfokú Művészeti Iskola
- Komárom-Esztergom Megyei Pedagógiai Szakszolgálat Esztergomi Tagintézménye Nyergesújfalui Telephelye

## Pusztamarót
Pusztamarót is Nyergesújfaluhoz tartozik, kövesút is vezet ide Nyergesújfalu-Bajót illetve Bajna irányából. A középkorban itt állt a templomos lovagok („vörös barátok”) rendháza, és itt volt vadászkastélya Mátyás király sógorának, Estei Hyppolit esztergomi érseknek. Ide valószínűsítik a krónikák a Székely Bertalan által megfestett török időkből való Dobozi Mihály legendát is, mivel a krónikák szerint (Istvánfi krónika) érseki birtokon történt.
A történelmi Pusztamarót település helyén, annak elnéptelenedését követően honvédségi objektum jött létre ezen a területen, majd 1978-ban (ténylegesen csak 1979-ben) Solymár Nagyközség Tanácsa vette át a területet, a budai járási pártbizottság döntése alapján, úttörőtábor létesítésének céljával. Solymár nagyközség költségvetési üzeme számos jelentős fejlesztést hajtott végre a területen (pl. a korábban szinte csak tankokkal használható bekötőút feljavítása, akkor korszerűnek minősülő napkollektoros fürdőegység telepítése, stb.), és máig tisztázatlan, miképp kerülhetett sor az 1990-es évek végén arra a vagyonvesztésre, melynek során Solymár teljesen elvesztette befolyását a korábbi pusztamaróti tábor fölött.

## Természeti értékei

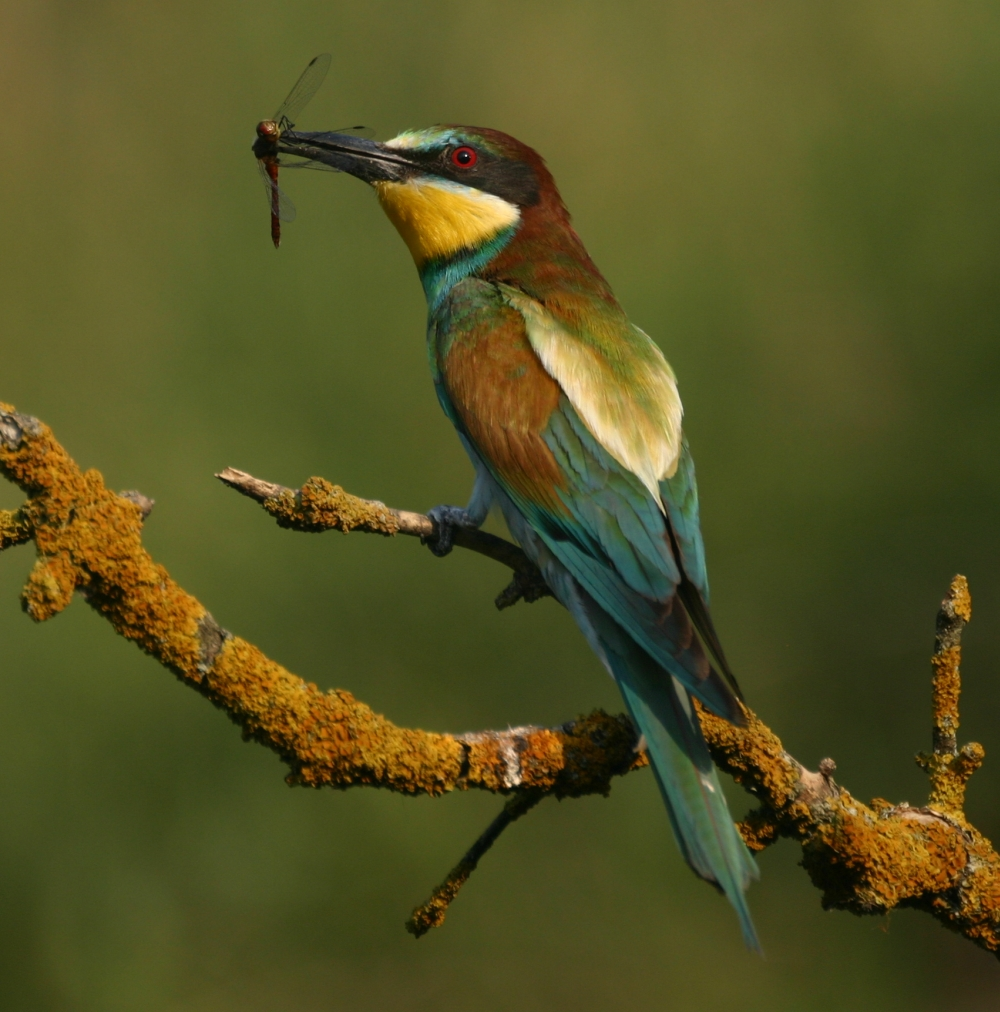
Gyurgyalag a környék jellemző természeti értéke

A Duna folyó völgye egy transzkontinentális ökológiai folyosó. A Duna síksági szakasza számos édesvízi halfaj számára átjárható ökológiai egység. A kárpát-medencei vízimadár-populációk számára a vonulás egyik fontos útvonala. Az év minden hónapjában megfigyelhető itt a kárókatona, a tőkés réce, a rétisas és a dankasirály. A tavaszi és az őszi madárvonulás során nagyszámú vízimadár-faj előfordul itt, jellemző a vetési lúd, a kerceréce, a kontyos réce, a nagy bukó, a kis bukó, a billegetőcankó, a sárgalábú sirály és a jégmadár A Gerecse északi vonulatának lankáin a szőlőművelés során eróziós mélyutak alakultak ki, amelyek partoldalaiban jellegzetes fészkelő a fokozottan védett gyurgyalag.
A Gerecse északi kitettségű, enyhébb lankáin kora tavasszal virágzik a leánykökörcsin és a tavaszi hérics. A gyertyános tölgyesekben tavasszal tömegesen nyílik az odvas keltike és az orvosi salamonpecsét.

## Látnivalók
Műemlékek:
- Római katolikus templom (barokk, 18. század második fele)
- Római katolikus plébániaház
- Római katolikus kápolna romjai
- Kernstok-villa
- Kőkereszt a Sánc-hegyen

Egyéb látnivalók
- Nyergesi János Emlékház
- Szent István szobor (2004)
- Crumerum romjai a Sánc-hegyen
- Római kori kőtábla
- Szent Donát szobor
- Millenniumi emlékmű a Sánchegyen (1896)
- Pro Patria emlékmű
- Szentháromság-szobor az új temetőben (1873)
- II. világháború és az 1956-os forradalom hősi halottainak és áldozatainak emlékművei (1991)
- Tűzoltó emlékmű (1925)
- Kőkereszt a Kernstok-villa szomszédságában (1848)
- Pusztamaróti történelmi emlékhely

## Sportegyesületek
- Nyergesújfalu SE
  - Sakk szakosztály
  - Íjász szakosztály
  - Kajak-Kenu szakosztály
  - Labdarúgó szakosztály
  - Teke szakosztály
  - Kick-box szakosztály
- Négy Égtáj Túra-és Szabadidősport Egyesület
- Eternit SE
  - Asztalitenisz szakosztály

## Híres nyergesújfaluiak
- Nyergesi István (1900–1989) festő
- Bikády György (1920–1973) színművész
- Tényi István (1948–2021) filmrendező, forgatókönyvíró
- Hajnal Tamás (1981) ötvenkilencszeres magyar válogatott labdarúgó

### Díszpolgárok
- Vecsési Sándor (1990) Munkácsy-díjas és érdemes művész (festőművész)
- Kottra Mihály (1991) helytörténész
- Dr. Tóth Thurzer Nándor (1991) plébános (1955-1996)
- Fekete Ferenc (1998) a Magyar Viscosa gyár igazgatója (1956-1968)
- Jürgen Badur (2000) Neu Wulmstorf (testvérváros) korábbi városigazgatója
- Alfons Heer (2000) Neu Wulmstorfi képviselő
- Egon Klefenz (2001) Karlsdorf Neuthard (testvérváros) polgármestere
- Miskolczi József (2010) 1984–1990 között tanácselnök, majd 1990–2010 között polgármester
- Padányi Lajos (2011) tanár, helytörténész, alpolgármester
- dr. Kalocsai László (2013) háziorvos
- Balázs István (2014)
- Khéner Gyula (2015) alpolgármester, egyházközségi képviselő
- Ölveczki Károly (2015)
- Fleith Péterné (2020)

### Ismert emberek, akik itt születtek
- Dr. Varsányi Lajos (1910. november 10.–2004. január 14.) római katolikus pap, címzetes apát, egyházjogi doktor[17]

## Gazdaság
Viscosagyára egykor országos hírű volt. Azbesztcementgyár és palacserép gyár is működött egykor a város Eternit nevű részén.

## Testvérvárosok
- Neu Wulmstorf
- Karlsdorf-Neuthard
- Muzsla